# Dragostea începe vineri
Dragostea începe vineri este un film românesc din 1973 regizat de Virgil Calotescu. Rolurile principale au fost interpretate de actorii Adina Popescu, Toma Caragiu și Margareta Pogonat.

## Distribuție
Distribuția filmului este alcătuită din:
- Adina Popescu — Sanda Dobrescu, o absolventă premiantă a Liceului „Gh. Lazăr” picată la examenul de admitere la facultate
- Toma Caragiu — maistrul Panait, secretarul organizației de partid a uzinei „Electrosunetul”
- Margareta Pogonat — Marieta, șefă de echipă la secția „Circuite”
- Sergiu Nicolaescu — conf.dr.ing. Mihai Vișan, membru al comisiei de admitere de la facultatea tehnică
- Vasilica Tastaman — Clara, muncitoare, colega de cămin a Sandei
- Peter Paulhoffer — ing. Radu Panciu, șeful secției „Control tehnic” a uzinei
- Réka Nagy — Ana, muncitoare la secția „Tranzistori”, colega de cămin a Sandei
- Marga Barbu — Lia, verișoara Sandei, manechin la casa de modă „Eva XX”
- Liviu Ciulei — ing. Dobrescu, tatăl Sandei, directorul unei ferme zootehnice
- Sebastian Papaiani — Dudu, strungar, membru al cercului artistic al uzinei
- Virgil Ogășanu — Lăcustă, strungar, membru al cercului artistic al uzinei
- Cornel Coman — Gore, strungar, membru al cercului artistic al uzinei
- Alexandru Herescu — Andrei, inginer, iubitul Sandei
- Cornelia Teodosiu — gazda întâlnirii de dragoste a Sandei cu Andrei
- Constantin Dinischiotu — directorul uzinei „Electrosunetul”, colegul de facultate al ing. Vișan
- Mariana Calotescu — muncitoare, colegă de cămin a Sandei
- Dumitru Rucăreanu — Gruescu, medic veterinar la ferma condusă de ing. Dobrescu
- Doina Stănescu
- Mihaela Onete
- Dumitru Dimitrie — ofițerul de serviciu de la poarta uzinei
- Petre Tanasievici
- Ion Rădulescu
- Mihai Petculescu
- Ștefan Georgescu
- Ion Anghel — Neagu, tehnician zootehnist la ferma condusă de ing. Dobrescu (nemenționat)

## Primire
Filmul a fost vizionat de 1.496.566 de spectatori în cinematografele din România, după cum atestă o situație a numărului de spectatori înregistrat de filmele românești de la data premierei și până la data de 31 decembrie 2014 alcătuită de Centrul Național al Cinematografiei.